# Eduard Artémiev
Eduard Nikoláyevich Artémiev (en ruso: Эдуард Николаевич Артемьев - Novosibirsk, 30 de noviembre de 1937-29 de diciembre de 2022), fue un compositor ruso de música electrónica y música cinematográfica.Internacionalmente es conocido por la composición de las bandas sonoras de las películas Solaris (1972), El espejo (1975) y Stalker (1979), dirigidas por Andréi Tarkovski, así como por su trabajo en Quemado por el sol (1994) dirigida por Nikita Mijalkov. A lo largo de su trayectoria obtuvo 14 galardones cinematográficos y en 1999 fue reconocido con el premio Artista del Pueblo de la Federación Rusa.

## Biografía
Nacido en Novosibirsk, capital del distrito federal de Siberia, Artémiev cursó estudios en el Conservatorio de Moscú bajo la dirección de Yuri Shaporin y Nikolai Sidelnikov. Tras graduarse en 1960 comenzó su interés por la música electrónica y los sintetizadores cuando todavía era un género en sus primeras etapas de desarrollo. Su primera composición, creada en un sintetizador ANS desarrollado por el ingeniero soviético Yevgeny Murzin, se presentó en 1967 lo que hizo de Artémiev uno de los pioneros de la música electrónica.
En la década de los años 1970 comenzó una fructífera relación profesional con el director de cine Andréi Tarkovski, componiendo las bandas sonoras de las películas Solaris (1972), El espejo (1975) y Stalker (1979) fruto de las cuales Artémiev logró amplia popularidad. Con el realizador Nikita Mijalkov también compuso la música de Urga (1991), Quemado por el sol (1994)  y El barbero de Siberia (1998). Posteriormente trabajó a las órdenes de directores como Andréi Konchalovski o Pavel Chukhray, acumulando numerosos premios.
Sin embargo, pese a ser conocido internacionalmente por sus bandas sonoras, desarrolló una amplia labor como compositor para sala de conciertos: su estilo es considerado una mezcla de elementos de la vanguardia y movimientos armónicos considerados «típicamente rusos».

## Premios y Galardones
A lo largo de su trayectoria Artémiev obtuvo un total de 14 galardones y 17 nominaciones por las bandas sonoras compuestas para cine.
En los Premios Nika, el principal premio anual cinematográfico otorgado en Rusia, fue galardonado en los años 1995 (Limita, dirigida por Denis Evstigneev), 2005 (Voditel dlya Very, dirigida por Pavel Chukhray), 2008 (12, dirigida por Nikita Mijalkov), 2017 (Geroy, dirigida por Yuriy Vasilev) y 2024 (Nyurnberg, dirigida por Nikolay Lebedev). También fue candidato en nueve ocasiones adicionales (1988, 1993, 2000, 2003, 2010, 2011, 2012, 2013 y 2015).
En 2001 obtuvo el Premio Especial del Festival Internacional de Cine de Moscú.

## Películas con música de Eduard Artémiev
- Solaris (Солярис) (1972), basada en la novela homónica de Stanislaw Lem publicada en 1961 y dirigida por Andréi Tarkovski
- El espejo (Зеркало) (1975) dirigida por Andréi Tarkovski
- Stalker (Сталкер) (1979) dirigida por Andréi Tarkovski
- Siberiada (Сибириада) (1979) dirigida por Andréi Konchalovski
- Oblómov (Несколько дней из жизни И. И. Обломова) (1980), basada en la novela homónima de 1859, escrita por Iván Goncharov; la película fue dirigida por Nikita Mijalkov.
- Luna Arcoiris (Лунная радуга) (1983).
- Urga (Урга, 1991), de Nikita Mijalkov.
- Quemado por el sol (Утомлённые солнцем) (1994).
- La Odisea (1997), miniserie de televisión.
- La casa de los engaños (Дом дураков) (2002).
- The Nutcracker in 3D (2010).